# سوادية مألوفة
السُّواديَّة المألوفة، أو الكيسكال هي طائرٌ كبير من فصيلة الصفراويَّات توجدُ بأعدادٍ كبيرة عبر مُعظم أنحاء أمريكا الشمالية. تجثُمُ السُّواديَّة المألوفة في جماعاتٍ كبيرة ضجَّاجة، تضمُ في الغالب آلاف الطيور، وهي تُنادي بصوتٍ عالٍ «تُشك، تُشك». تغريدها الصريريّ الخشن القصير يبدو شبيهًا بصوت بوّابةٍ أصاب الصدأ مُفصِّلاتها.
تُعششُ هذه الطيور في مُستعمراتٍ صغيرة. تبني الإناث أعشاشًا ضخمة من العيدان والحشائش على ارتفاعِ مترٍ إلى أربعة أمتار (3 أقدام - 13 قدمًا) فوق الأرض. يُبطّنُ العش بالعشب اليابس والريش، وبالورق غالبًا، مع الخيوط والخِرق ونفاياتٍ أخرى. وتأكل الطيور الفتيَّة الحشرات والعناكب، بينما تأكل البوالغ ضروبًا مُنوَّعة من الحيوانات، من ديدان الأرض والحشرات، إلى الأسماك والضفادع والفئران وبيوض الطيور وفراخ تلك الصغيرة منها. كما أنَّها تستمرئ أيضًا أكل البزور والحُبوب، والأسراب الكبيرة من السُّواديَّات قادرة على تدمير المحاصيل.
من هذه الطيور سُلالة مُميزة برونزيَّة اللون تُعرف باسم «السَّواديَّة البرونزيَّة»، وهي تُعشش في المناطق الواقعة غربيّ سلسلة جبال الأپلاش، وفي إنگلترا الجديدة، وهي تتميز بظهرٍ برونزيّ اللون. كذلك هُناك السُلالة قاطنة الجنوب الشرقي، من كارولينا الشماليَّة حتى لويزيانا، وهي تُعرفُ باسم «سوَّاديَّات فلوريدا»، وتتميز بظهرها الأخضر الداكن عوض البرونزي، وبطونها البنفسجيَّة. وهُناك أيضًا سُلالةٌ وسطيَّة تُعشش على طول الساحل الشرقي، وتُعرف أحيانًا باسم «السَّواديَّة البنفسجيَّة».
تتشابه هذه الطيور وأنواعٌ عديدة من شحارير العالم الجديد، وأفضل الوسائل للتفريق بينها تكمنُ بالحجم والهيئة الخارجيَّة، فالسَّواديَّات المألوفة أكبر حجمًا وأطول منقارًا وذيلاً من الشحارير، كما ذيلها عريض مقصيّ الشكل، أي يتخذ شكل «V» حتى أثناء الطيران. تظهر السَّواديَّات المألوفة بمظهر الشحارير المُتطاولة، فهي تبدو للناظر وكأنها أحد أنواع الشحارير الأمريكيَّة، غير أنَّ المُدقق يستطيع ملاحظة جسدها ومنقارها الأكثر طولًا. هذه الطيور وافرة العدد وواسعة الانتشار، ويُعزى توسّع موطنها إلى ازدياد رقعة المزارع التي أمَّنت لها مصادر غذاء ثابتة وزائدة.

## الوصف

### القدّ

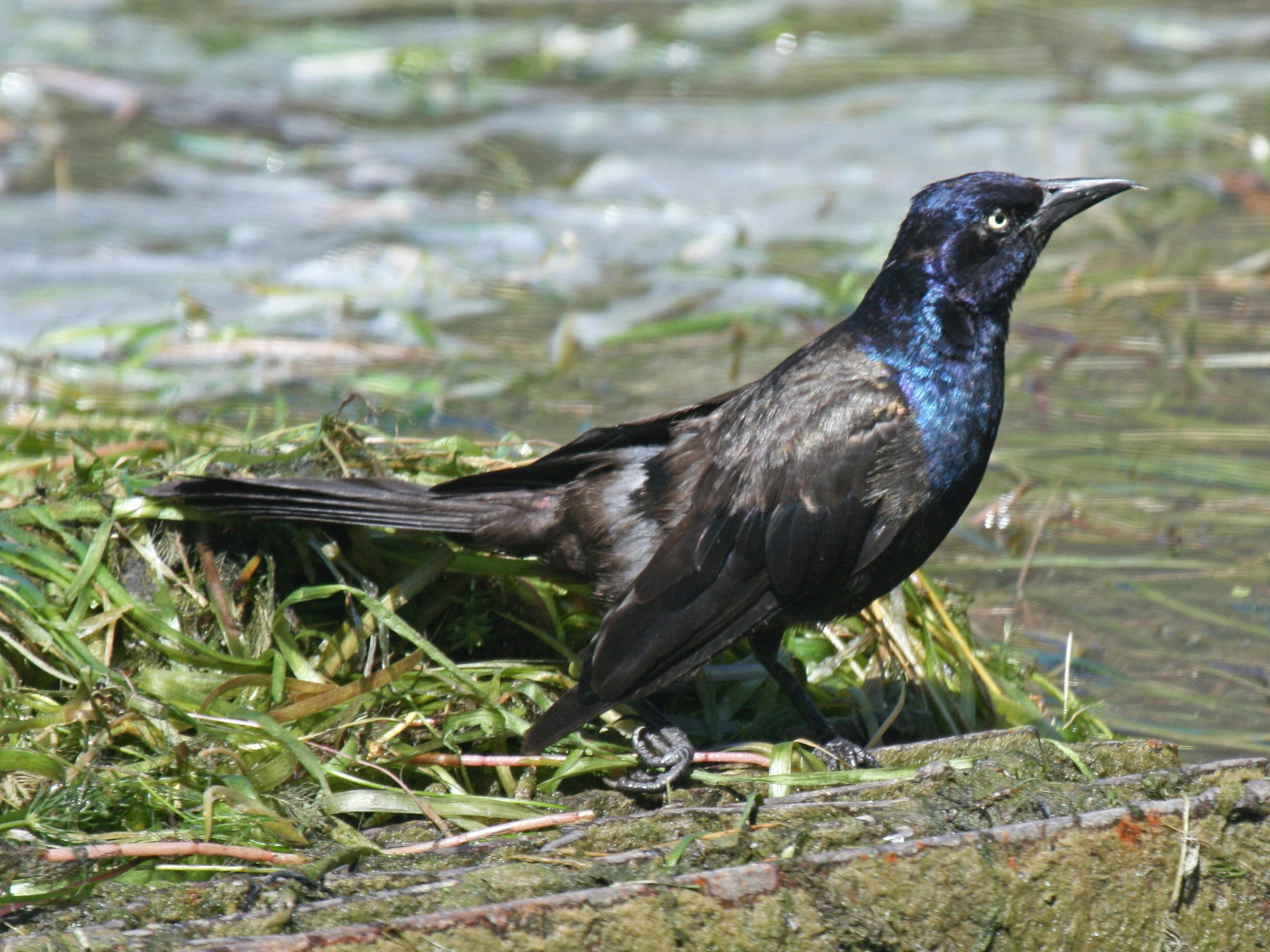
ذكرٌ مُقزَّح.

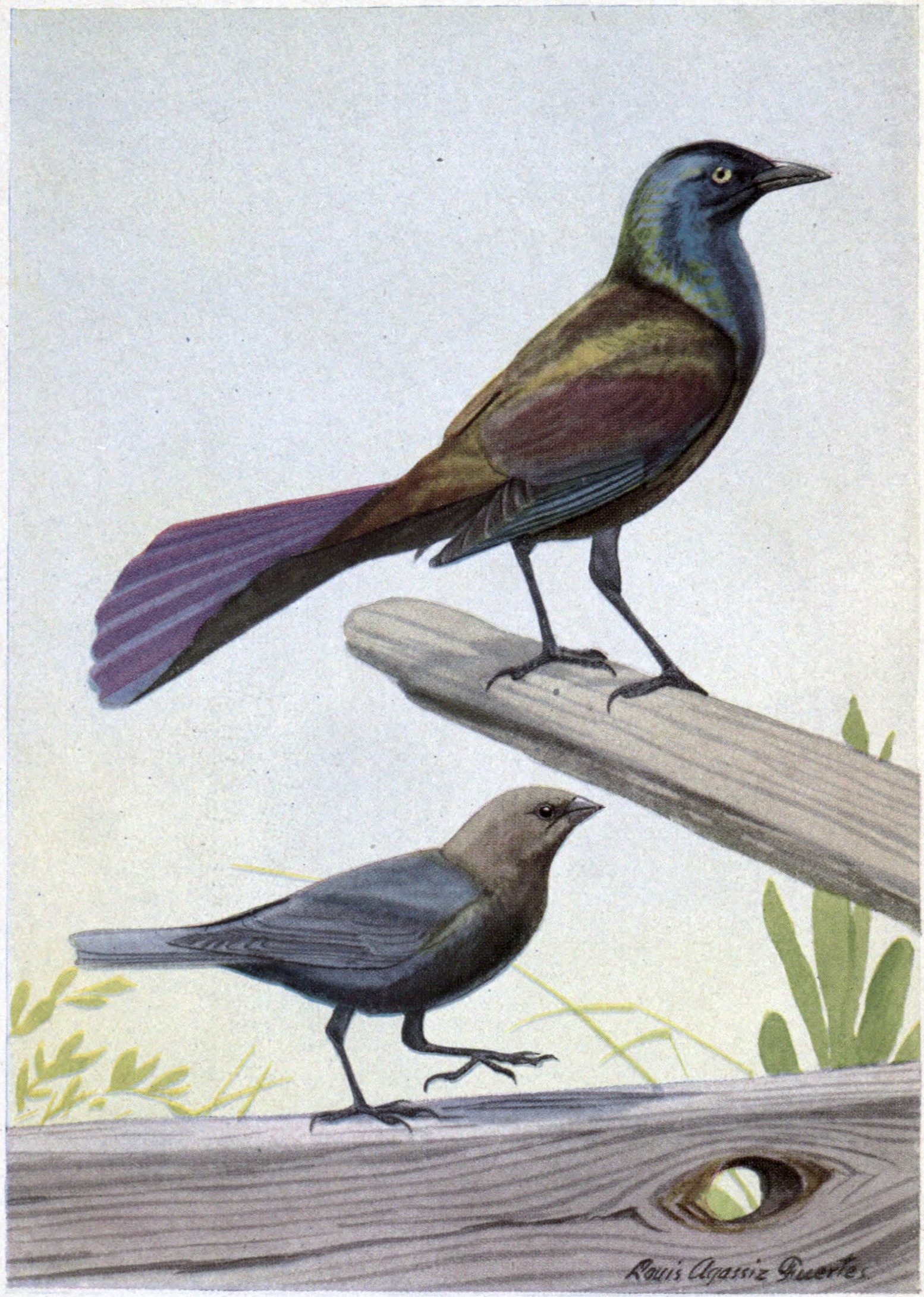
مُقارنة بين شكل وحجم السَّواديَّة المألوفة (في الأعلى)، وشُحرُور البقر بُني الرأس.

يتراوح طول السَّواديَّات المألوفة البالغة بين 28 و34 سنتيمترًا (11 إلى 13 إنشًا)، ويتراوحُ باع جناحيها بين 36 و46 سنتيمتر (14–18 إنش)، وزنتها ما بين 74 و142 غرامًا (2.6–5.0 أونصات).
السَّواديَّات المألوفة أقل إظهارًا للمثنوية الشكليَّة الجنسيَّة من باقي أنواع السَّواديَّات، غير أنَّ المرء لا يزال قادرًا على التمييز بين الجنسين، فالذكر يصلُ مُعدَّل وزنه إلى 122 غرامًا (4.3 أونصات)، وهو بهذا أكبر من الأنثى التي يبلغ معدَّل وزنها 94 غرامًا (3.3 أونصات).

### الكِسوة
تتمتَّعُ السَّواديَّات البالغة بمنقارٍ داكنٍ طويل، وعينان ضاربتان للصفار الباهت، وذيلاً طويلاً؛ تبدو ريشات الرأس وكأنَّها سوداء مُتقزِّحة بالبنفسجي، والأخضر، والأزرق، أمَّا باقي الجسد فيغلبُ عليه اللون البرونزيّ.
يُمكنُ تمييز الأنثى من الذكر أيضًا عبر الكَسوة، فالأنثى البالغة أقل تقزّحًا من الذكر في العادة، وذيلها قصيرٌ بالأخص، ولا يظهر قصّه عند التحليق، ولونه بُنيّ غير مصقول بالزرقة أو البنفسجيَّة. تكتسي الطيور اليافعة بريشٍ بُنيّ، وعينها بُنيتان قاتمتان.
يُعرف عن السَّواديَّات المألوفة، وغيرها من أنواع السَّواديَّات، ممارستها سلوك «التنمّل»، وهو ذاك السلوك المُتمثّل بالعبث بأعشاش النمل حتى تخرج وتهاجمها دفاعًا عن نفسها، فترش عليها سوائلها من شاكلة حمض الفورميك، الذي يُنظف ريشها ويقضي على النمس وغيره من الطفيليات.

## الانتشار

### الموطن
يمتد نطاق موطن السَّواديَّات المألوفة عبر القسم الأعظم من شرقي أمريكا الشمالية، شرق الجبال الصخريَّة، أي جبال الروكي، ويمتد شمالاً حتى يشمل الأقسام الشرقيَّة من كندا أيضًا، خلال موسم التفريخ. أغلب الجُمهرات مُقيمة، أمَّا تلك المقيمة في الشمال فتشتو في جنوب شرق الولايات المتحدة عندما ينتشر الثلج والصقيع.

### الموائل الطبيعيَّة
تُفضّلُ هذه الطيور سكن الموائل شبه المكشوفة عبر أمريكا الشمالية شرق الجبال الصخريَّة. عُشّها عبارة عن كأسٍ مخفيَّةٍ بعناية بين الأشجار الكثيفة، وبالأخص الصنوبريَّة، أو في الآجام، قُرب مصدرٍ للمياه في العادة؛ وفي بعض الأحيان تُعششُ السَّواديَّات المألوفة في ثقوب وفجوات المُنشآت البشرية. كثيرًا ما تُعشش هذه الطيور في مستعمرات، ينمو بعضها ليبلغ حجمًا هائلاً، كما تختار بعض الأزواج بيوت الطيور الاصطناعية التي يُلحقها البشر بحدائقهم، لتُفرخ بها.

## الإيكولوجيَّة والسلوك

### الغذاء

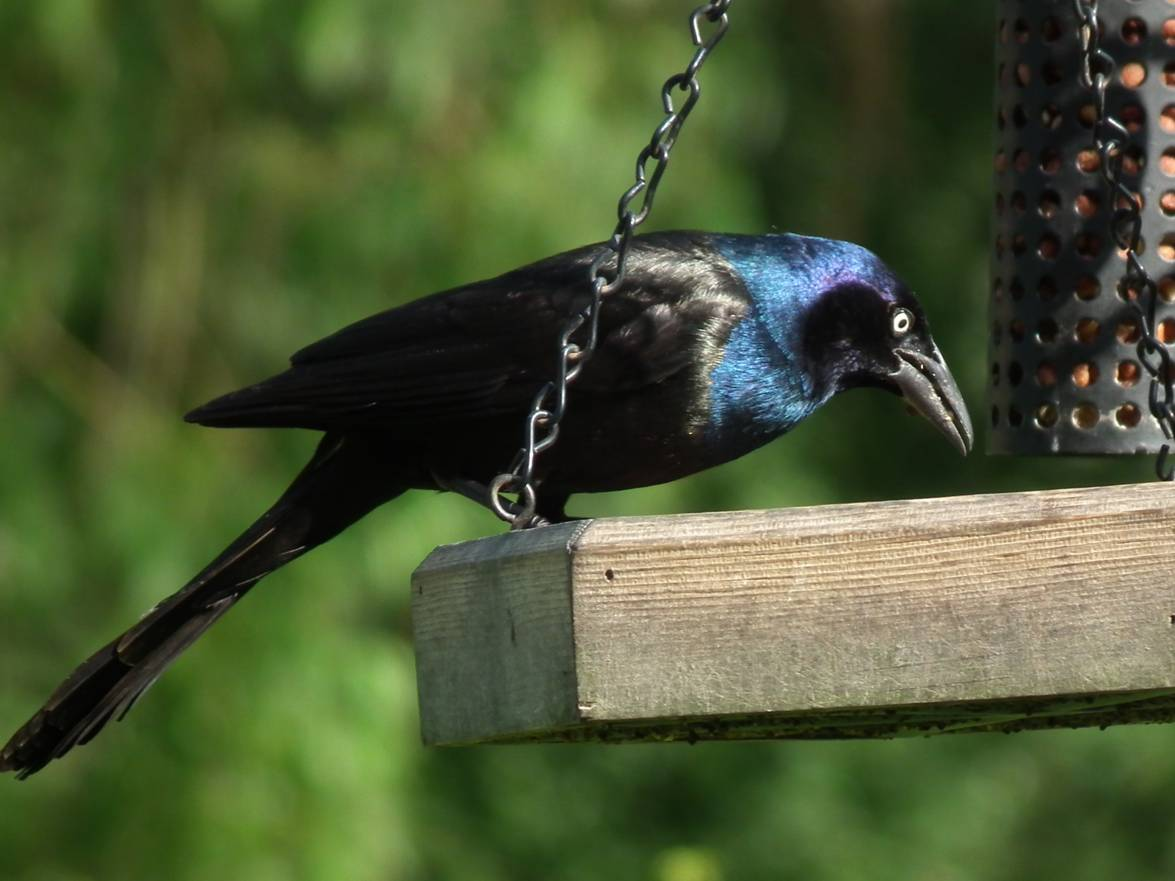
سوَّاديَّة مألوفة جاثمة على مُغذية طيور.

تسعى السَّواديَّات المألوفة وراء غذائها على الأرض، وفي المياه الضحلة، أو بين الجَنَبات؛ كما تسرق طعام الطيور الأخرى. والسَّواديَّات المألوفة طيورٌ قارتة، أي آكلة لكل شيء، فهي تقتات على الحشرات وأسماك المنوة والضفادع والبيوض والعوزات والحبوب، وفراخ الطيور والفئران حتى. تقبعُ بعض السَّواديَّات على المجاثم في مناطق التنزّه منتظرةً إلى أن يُسقط أحد الأشخاص طعامًا فتهرع وتلتقطه، وكثيرًا ما تطردُ طائرًا آخرًا لتسلبه ما يحمل. تُفضّلُ هذه الطيور الاقتيات من البزور الساقطة من المُغذيات المُلحقة بالحدائق، ولا تقتات منها مُباشرةً، لذا يُقدم هواة الطيور العارفين على رش البزور على الأرض لاستقطابها. يُلاحظُ تجمهر السَّواديَّات المألوفة خارج مراكز التسوّق والأبنية الأخرى ذات الحدائق الكبيرة، لا سيَّما بعد قص أعشابها، لتلتقط الخنافس والبق المُنبعثة من التراب.

### الصوت
تغريد هذه الطيور بالذات أجشّ مُزعج، وبالأخص حينما تكون مجموعة منها مُتجمهرة في سرب. تختلفُ النداءات من تلك البسيطة المُستخدمة طيلة أيام السنة، إلى تلك الأكثر تعقيدًا الخاصة بموسم التناسل. تستطيعُ السَّواديَّات أن تُحاكي تغريد أنواعٌ أخرى من الطيور، وحتى بعض الألفاظ البشريَّة، على أنها لا تفعل ذلك بجودة طيور المُحاكي، التي تُشاركها موطنها في جنوب شرق الولايات المتحدة.

### التفريخ

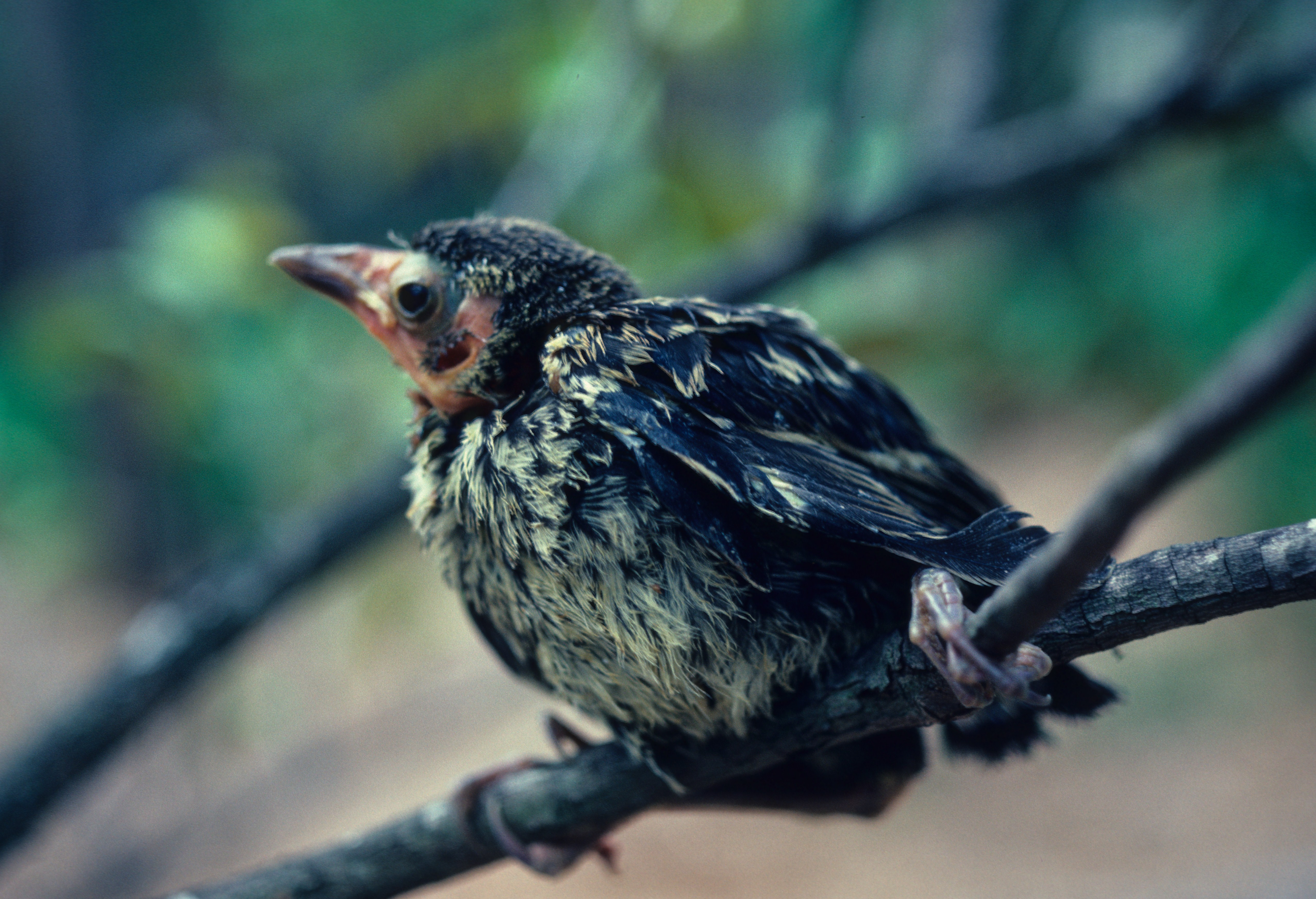
فرخ سوَّادية مألوفة.

تؤدي الذكور عروضًا غزليَّة تهدف منها إلى اجتذاب أنثى وإبعاد الذكور الأخرى وتخويفها، فيرفعُ الذكر منها رأسه عاليًا ويًرجعه إلى الخلف، وينفش ريشه في مُحاولةٍ منه ليُحقق تلك الأهداف، وهذه الوضعيَّة تُستخدم أيضًا لرد الضواري ودفعها بعيدًا. السَّواديَّات المألوفة طيورٌ أحاديَّة التزاوج، أي تكتفي بشريكٍ واحد طيلة حياتها، على أنَّ بعضها قد يُجامع شريكًا آخرًا غير شريكه الأصلي في بعض الأحيان. يُظهر الذكر والأنثى انجذابهما لبعض عبر ترك السرب والتحليق سويًا في عروضٍ تغريديَّة. تختارُ الأنثى موقع العُش بعد أن ترتبط بأحد الذكور، وبعضها يختار الموقع قبل الارتباط بعدَّة أسابيع. يتراوح عدد البيض في الحضنة بين 4 و7 بيضات. أقصى أمد حياةٍ موثّق لهذه الطيور بلغ 22 سنة، غير أنَّ قلَّة منها تبلغ هذا السن، وحوالي نصف الفراخ فقط يصل مرحلة البلوغ.

### التجمهر
ذكور السُّواديَّة المألوفة أقل عدائيَّةً تجاه بعضها، وأكثرُ تعاونًا واجتماعيّةً، من أنواع السُّواديَّات عريضة الذيل الأكبر حجمًا. تتجمهر السُّواديَّات في أسرابٍ ضخمة، تُعرفُ محليًا في الولايات المتحدة وكندا باسم «البلاء» أو «الوباء». وهذا ما يُمكنها من ضبط الطيور المُجتاحة لحوزها كما الضواري، ويسمح لها بمهاجمتها في جماعة ودفعها بعيدًا.

### المُفترسات
يَقتلُ البشر أعدادًا كبيرة من هذه الطيور في المناطق حيث تتكاثر بشكلٍ واسع، لدفع الضرر عن المحاصيل الزراعيَّة التي يُمكن أن تُدمرها الأسراب الضخمة. تفترسُ عدّة أنواع من الحيوانات السَّواديَّات المألوفة، ومنها: الثعالب الحمراء، والصيدنانيات الشرقيَّة، وأفاعي الجرذان، والقطط المُستأنسة، والسناجب الرماديَّة، والأفاعي الغوفريَّة الثخينة، والراكون، وهذه كُلّها تفتك بالبيوض والفراخ فقط، أمَّا البوالغ فتُشكّلُ طرائدًا للبيزان حمراء الذيل، ومرزات الدجاج، وبيزان كوپر، والبومات الصمعاء، والبومات القرناء الكبيرة.

## العلاقة مع البشر
توسَّع نطاق موطن هذه الطيور غربًا عندما قام البشر بإزالة مساحاتٍ واسعة من الغابات لإقامة المزارع والبساتين، فعرفت أعدادها ازديادًا ملحوظًا، لا سيَّما مع ازدياد رقعة مزارع الحبوب، التي أمَّنت مصدر غذاءٍ جديدٍ لها، حتى أصبح المُزارعون يُعدّونها آفَّة لا تُطاق ولا تُحتمل. تُعد الجُمهرة الحاليَّة جمهرةً سليمةً قويَّة، على أنَّ دراسةً أجرتها جمعية أودوبون الوطنية، استنادًا على بيانات حصلت عليها من إحصاء الطيور الميلادي، أظهرت أنَّ الأعداد تراجعت بنسبة 61% عمَّا كانت عليه سابقًا، فأصبحت تبلغ 73 مليونًا بعد أن كانت تبلغ سابقًا، عبر فتراتٍ تاريخيَّة طويلة، حوالي 190 مليون طائر.
من المعرُوف أنَّ هذه الطيور، على العكس من أنواعٍ عديد أخرى، تستفيد من توسّع رقعة الانتشار البشري، وذلك بسبب طبيعتها الانتهازيَّة وسِعة حيلتها. تكاثرت جمهرات السَّواديَّات المألوفة بشكلٍ واضح لا يَقبل الشك في مدينة أوستن بولاية تكساس الأمريكيَّة، خلال السنوات القليلة المُنصرمة، حتى أخذ عدد من الناس يعدّها مَصدر إزعاج، بسبب سلوكها العدائي. يعدّ المزارعين هذه الطيور إحدى أسوأ الآفات الزراعيَّة لصعوبة التخلّص منها، وغالبًا ما يضطرون لاستخدام البيزان المُستأنسة لطردها، أو تشجيع البيزان البريَّة على استيطان مزراعهم حتى تفتك بما أمكن من السَّواديَّات.

## معرض الصور

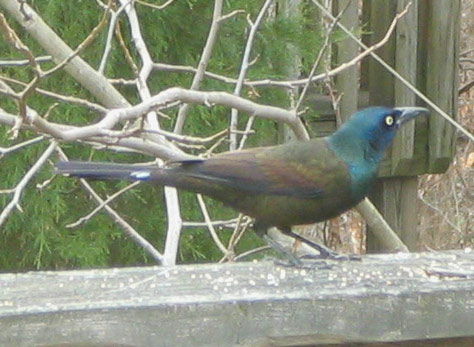
طائرٌ قُزحيّ الظهر
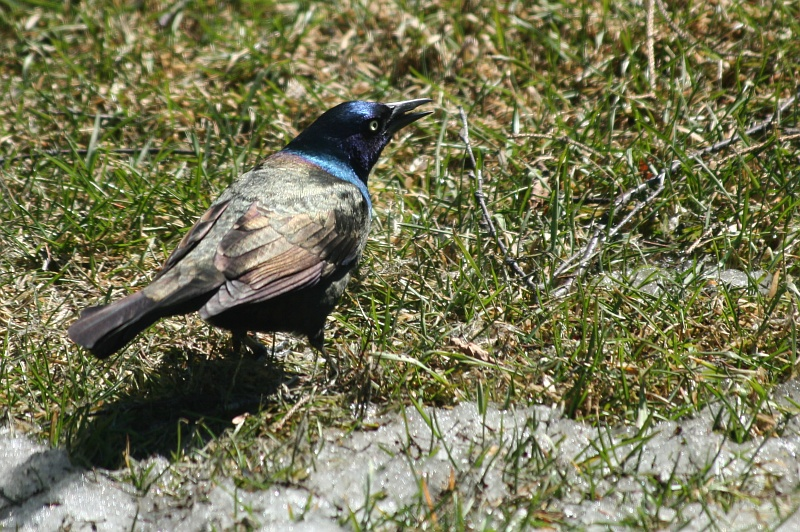
طائرٌ مُقزَّح تصب عليه أشعة الشمس مُباشرةً
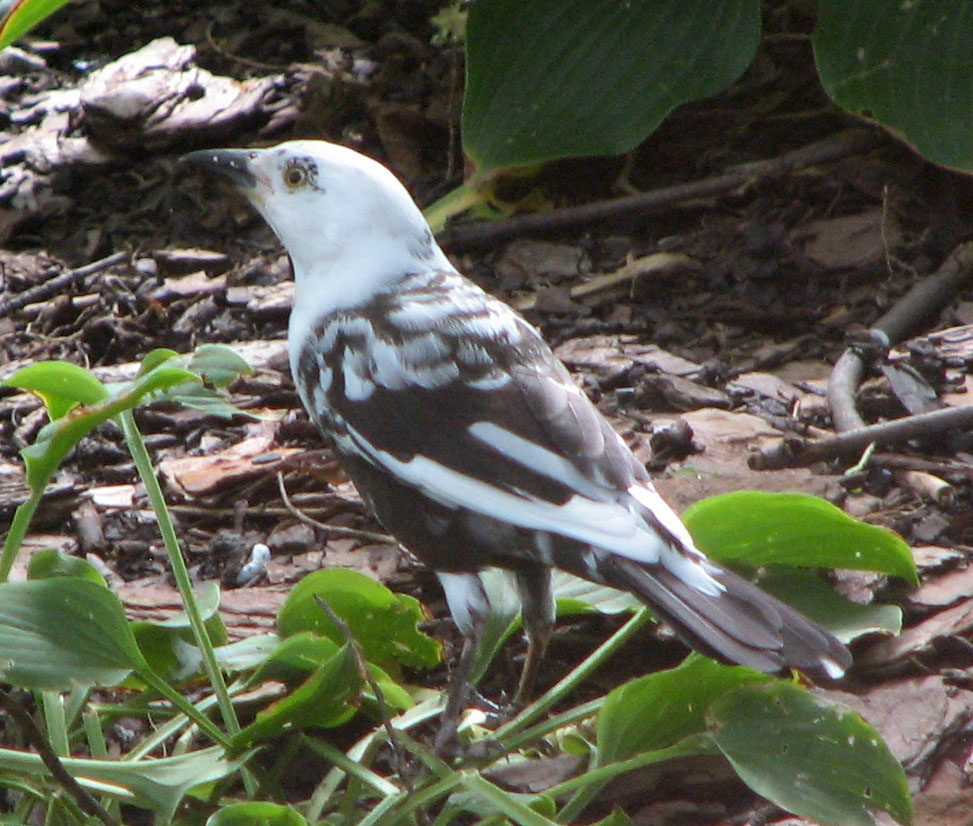
طائرٌ ابيضاضيّ
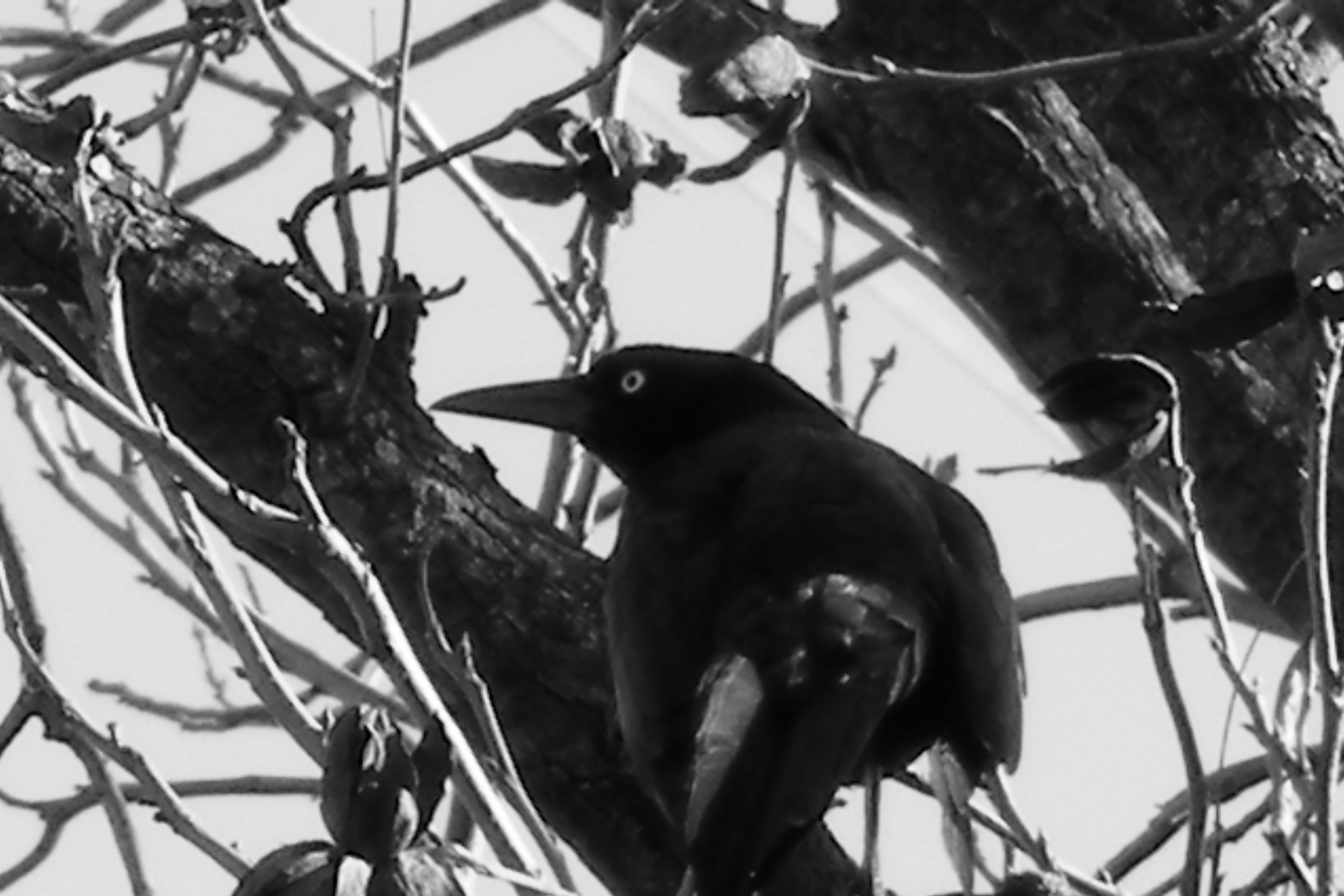
طائرٌ جاثم على شجرة بقَّان
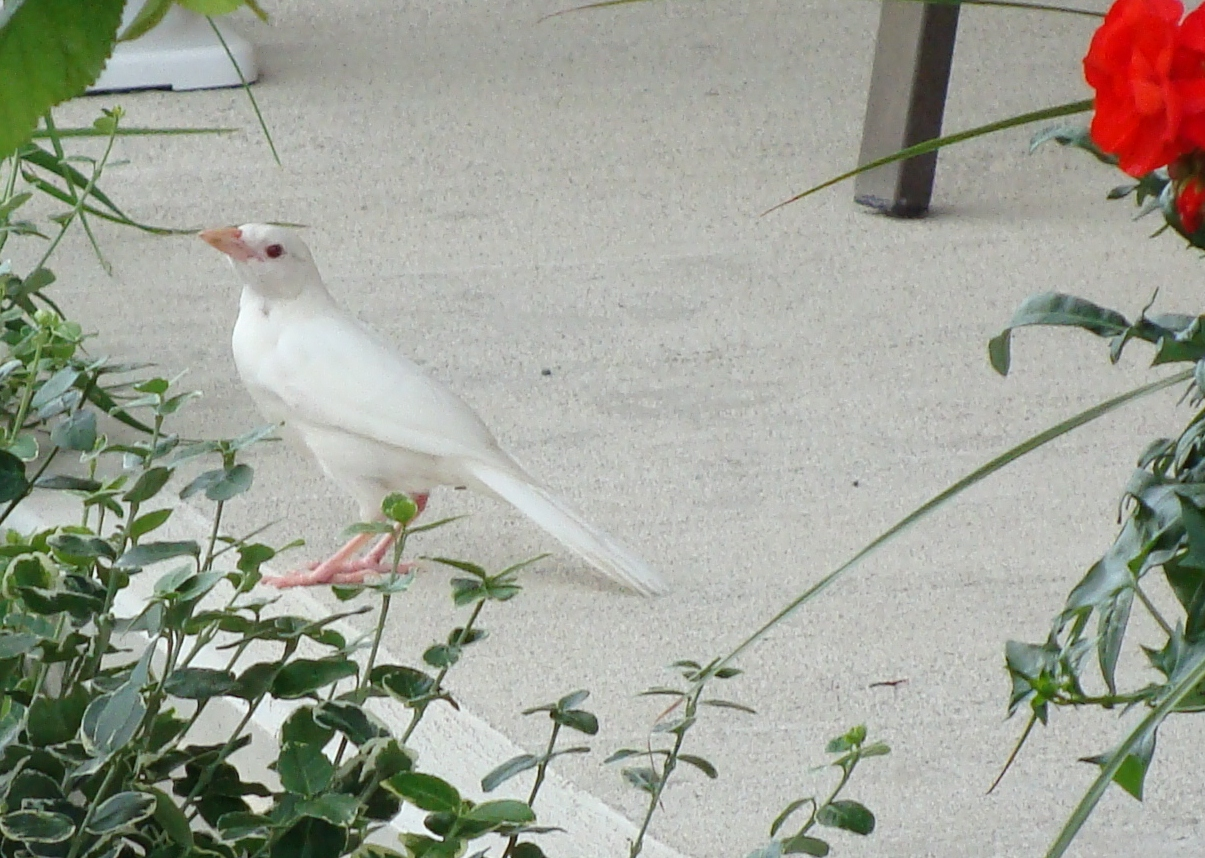
طائرٌ أمهق